# Tobias Sammet
Tobias Sammet (Fulda, Njemačka, 21. studenog 1977.) je pjevač i tekstopisac njemačkog power metal sastava Edguy, kao i osnivač metal opere Avantasia, te član metal projekta Final Chapter.Također je gostovao na albumu Rob Rocka Holy Hell te u metal operi sastava Aina. Prije albuma Edguya Theater of Salvation, Tobias je također bio basist i klavijaturist. Nakon tog albuma, odlučio je posvetiti se pjevanju prije svega. Sam Tobias sluša sastave kao što su: AC/DC, Iron Maiden, Kiss, Tom Petty, Helloween itd.

## Diskografija

#### Edguy
- Evil Minded (demo) - 1994.
- Children of Steel (demo) - 1994.
- Savage Poetry (demo) - 1995.
- Kingdom of Madness - 1997.
- Vain Glory Opera - 1998.
- Theater of Salvation - 1999.
- The Savage Poetry - 2000.
  - Painting on the Wall (singl) - 2001.
- Mandrake - 2001.
- Burning Down the Opera (uživo) - 2003.
- Hall of Flames (kompilacija) - 2004.
  - King of Fools (EP) - 2004.
- Hellfire Club - 2004.
  - Lavatory Love Machine (singl) - 2004.
  - Superheroes (EP) - 2005.
- Rocket Ride - 2006.[2]

#### Avantasia
- - Avantasia (EP) - 2000.
- The Metal Opera Part I - 2001.
- The Metal Opera Part II - 2002.
  - Lost in Space Part I (EP) - 2007.
  - Lost in Space Part II (EP) - 2007.
- The Scarecrow - 2008.
- The Wicked Symphony - 2010.
- Angel of Babylon - 2010.
- The Mystery of Time (A Rock Epic)" - 2013.
- Ghostlights - 2016.[3]
- Moonlight - 2019.

#### Drugi projekti
- Aina - Days of Rising Doom - 2003.
- Final Chapter - The Wizard Queen - 2004.
- Rob Rock - Holy Hell - 2005.
- Nuclear Blast Allstars - Into the Light - 2007.

## Vanjske poveznice
- Tobias Sammet službene stranice  Arhivirana inačica izvorne stranice od 25. listopada 2009. (Wayback Machine)
- Edguy službene stranice